# Eichenrod
Eichenrod ist ein Ortsteil von Lautertal im mittelhessischen Vogelsbergkreis. Das Dorf liegt am Nordostabhang des Vogelsberges im Naturpark „Hoher Vogelsberg“. Durch den Ort verlaufen die Landesstraßen 3139 und 3140.

## Geschichte

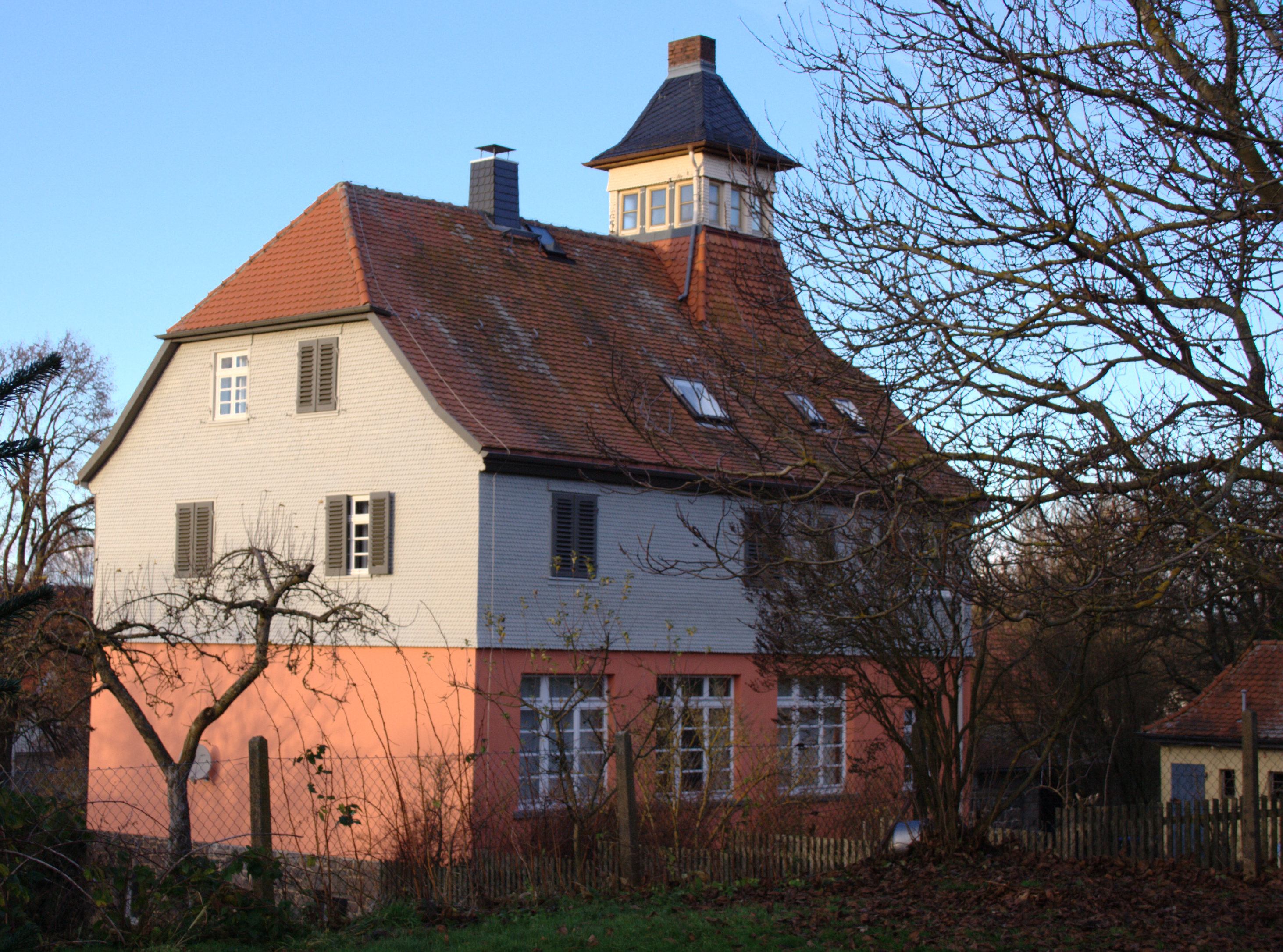
Ehemaliges Schulgebäude in Eichenrod

### Ortsgeschichte
Der Ort wird bereits früh besiedelt gewesen sein. Wahrscheinlich war Eichenrod im 13. Jahrhundert im Besitz der Abtei Hersfeld. Die älteste bekannte schriftliche Erwähnung von Eichenrod erfolgte um das Jahr 1550. Nach dem Dreißigjährigen Krieg waren von zuvor 28 Höfen nur noch 16 übrig. Die Pest forderte 62 Opfer im Dorf.
Das Gericht Engelrod umfasste im 17. Jahrhundert die Orte Engelrod, Hopfmannsfeld, Eichenrod, Eichelhain, Lanzenhain, Hörgenau, Dirlammen, Rebgeshain, Blitzenrod und Frischborn. Hier ist es zu bäuerlichen Aufständen, besonders im 18. Jahrhundert gekommen.
Die Statistisch-topographisch-historische Beschreibung des Großherzogthums Hessen berichtet 1830 über Eichenrod:

„Eichelrod (L. Bez. Lauterbach) evangel. Filialdorf; liegt im Vogelsberg 2 1⁄2 St. von Lauterbach, und gehört dem Freiherrn von Riedesel, hat 34 Häuser und 194 evangelische Einwohner. Man findet 3 Mahlmühlen mit denen 1 Oelmühle verbunden ist. Die Gemarkung ist durch einen Hagelschlag am 28. Juni 1829 ganz verwüstet worden.“

In Eichenrod gab es vier Mühlen, darunter eine Ölmühle. Im Jahr 2008 war noch eine Mühle in Betrieb.
1896 wurde eine Molkerei gegründet. Um 1900 wurde die erste Wasserleitung verlegt. Das Stromnetz wurde nach 1918 in Betrieb genommen. Die damalige Volksschule wurde 1929 eingeweiht. Am Anfang der 1950er Jahre wurde die katholische Kirche erbaut. Sie gehört zur Pfarrei St. Antonius von Padua.
Hessische Gebietsreform (1970–1977)
Im Zuge der Gebietsreform in Hessen wurde zum 31. Dezember 1971 die Gemeinde Lautertal durch den Zusammenschluss der bisherigen Gemeinden Eichelhain, Eichenrod, Engelrod, Hörgenau und Meiches neu gebildet. Am 1. Februar 1972 kamen Dirlammen und Hopfmannsfeld hinzu. Am 1. Februar 1980 wurde der Name der Gemeinde amtlich in Lautertal (Vogelsberg) geändert.

### Verwaltungsgeschichte im Überblick
Die folgende Liste zeigt die Staaten und Verwaltungseinheiten, denen Eichenrod angehört(e):
- vor 1567: Heiliges Römisches Reich, Landgrafschaft Hessen, Gericht Engelrod der Freiherren Riedesel zu Eisenbach
- ab 1567: Heiliges Römisches Reich, Landgrafschaft Hessen, Gericht Engelrod[8]
- 1604–1648: Heiliges Römisches Reich, strittig zwischen Landgrafschaft Hessen-Darmstadt und Landgrafschaft Hessen-Kassel (Hessenkrieg)
- ab 1623: Heiliges Römisches Reich, Landgrafschaft Hessen-Darmstadt, Gericht Engelrod (Freiherren Riedesel zu Eisenbach)[9]
- 1787: Heiliges Römisches Reich, Landgrafschaft Hessen-Darmstadt, Oberfürstentum Hessen, Amt Ulrichstein, Gericht Engelrod
- ab 1806: Großherzogtum Hessen,[Anm. 2] Fürstentum Oberhessen, Amt Ulrichstein, Gericht Engelrod[10][11]
- ab 1815: Großherzogtum Hessen, Provinz Oberhessen, Amt Engelrod der Freiherren Riedesel zu Eisenbach[12]
- ab 1821: Großherzogtum Hessen, Provinz Oberhessen, Landratsbezirk Herbstein[13][Anm. 3]
- ab 1825: Großherzogtum Hessen, Provinz Oberhessen, Umbenennung in Landratsbezirk Lauterbach
- ab 1848: Großherzogtum Hessen, Regierungsbezirk Alsfeld
- ab 1852: Großherzogtum Hessen, Provinz Oberhessen, Kreis Lauterbach
- ab 1867: Norddeutscher Bund, Großherzogtum Hessen, Provinz Oberhessen, Kreis Lauterbach
- ab 1871: Deutsches Reich, Großherzogtum Hessen, Provinz Oberhessen, Kreis Lauterbach
- ab 1918: Deutsches Reich, Volksstaat Hessen, Provinz Oberhessen, Kreis Lauterbach
- ab 1938: Deutsches Reich, Volksstaat Hessen, Landkreis Lauterbach[14][Anm. 4]
- ab 1945: Deutsches Reich, Amerikanische Besatzungszone,[Anm. 5] Groß-Hessen, Regierungsbezirk Darmstadt, Landkreis Lauterbach
- ab 1946: Deutsches Reich, Amerikanische Besatzungszone, Hessen, Regierungsbezirk Darmstadt, Landkreis Lauterbach
- ab 1949: Bundesrepublik Deutschland, Hessen, Regierungsbezirk Darmstadt, Landkreis Lauterbach
- ab 1972: Bundesrepublik Deutschland, Hessen, Regierungsbezirk Darmstadt, Vogelsbergkreis, Gemeinde Lautertal
- ab 1981: Bundesrepublik Deutschland, Hessen, Regierungsbezirk Gießen, Vogelsbergkreis, Gemeinde Lautertal

### Gerichtszugehörigkeit seit 1803
In der Landgrafschaft Hessen-Darmstadt wurde mit Ausführungsverordnung vom 9. Dezember 1803 das Gerichtswesen neu organisiert. Für die Provinz Oberhessen wurde das Hofgericht Gießen als Gericht der zweiten Instanz eingerichtet. Die Rechtsprechung der ersten Instanz wurde durch die Ämter bzw. Standesherren vorgenommen und somit war für Eichenrod ab 1806 das „Patrimonialgericht der Freiherren Riedesel zu Eisenbach“ in Engelrod zuständig. Nach der Gründung des Großherzogtums Hessen 1806 wurden die Aufgaben der ersten Instanz 1821–1822 im Rahmen der Trennung von Rechtsprechung und Verwaltung auf die neu geschaffenen Land- bzw. Stadtgerichte übertragen. Dafür wurde das standesherrliche  „Landgericht Lauterbach“ geschaffen, das nun für Eichenrod zuständig war. Erst infolge der Märzrevolution 1848 wurden mit dem „Gesetz über die Verhältnisse der Standesherren und adeligen Gerichtsherren“ vom 15. April 1848 die standesherrlichen Sonderrechte endgültig aufgehoben.
Im Zuge der 1853 durchgeführten Neuordnung der Gerichtsbezirke in der Provinz Oberhessen sollte der Sitz des Landgerichts von Altenschlirf nach Herbstein verlegt werden und dabei dessen Sprengel um die bis dahin zum Landgerichtsbezirk Lauterbach gehörigen Orte Dirlammen, Eichelhain, Eichenrod, Engelrod, Hörgenau, Hopfmannsfeld und Lanzenhain erweitert werden; dies geschah jedoch beides erst mit Wirkung zum 1. September 1854.
Anlässlich der Einführung des Gerichtsverfassungsgesetzes mit Wirkung vom 1. Oktober 1879, infolge derer die bisherigen großherzoglichen Landgerichte durch Amtsgerichte an gleicher Stelle ersetzt wurden, während die neu geschaffenen Landgerichte nun als Obergerichte fungierten, kam es zur Umbenennung in „Amtsgericht Herbstein“ und Zuteilung zum Bezirk des Landgerichts Gießen.
Am 1. Juli 1957 verlor das Amtsgericht Herbstein seine Selbständigkeit und wurde endgültig – nachdem es dies schon zu Ende des Zweiten Weltkrieges war – zur Zweigstelle des Amtsgerichts Lauterbach. Am 1. Juli 1968 wurde auch diese Zweigstelle aufgehoben. Am 1. Januar 2005 wurde das Amtsgericht Lauterbach als Vollgericht aufgehoben und zur Zweigstelle des Amtsgerichts Alsfeld. Zum 1. Januar 2012 wurde auch diese Zweigstelle geschlossen.

## Bevölkerung
In Eichenrod gab es im 18. Jahrhundert die mit Abstand geringste Zahl an Haushalten im gesamten Gericht Engelrod, die sich auch nur unwesentlich veränderte: von 31 Haushalten im Jahre 1705 auf 32 Haushalte 1753 und schließlich 33 Haushalte Anno 1789.

### Einwohnerstruktur 2011
Nach den Erhebungen des Zensus 2011 lebten am Stichtag dem 9. Mai 2011 in Eichenrod 282 Einwohner. Darunter waren keine Ausländer. Nach dem Lebensalter waren 36 Einwohner unter 18 Jahren, 114 zwischen 18 und 49, 63 zwischen 50 und 64 und 72 Einwohner waren älter. Die Einwohner lebten in 117 Haushalten. Davon waren 33 Singlehaushalte, 36 Paare ohne Kinder und 42 Paare mit Kindern, sowie 6 Alleinerziehende und keine Wohngemeinschaften. In 24 Haushalten lebten ausschließlich Senioren und in 63 Haushaltungen lebten keine Senioren.

### Einwohnerentwicklung
| • 1800: | 189 Einwohner                      |
| • 1806: | 148 Einwohner, 33 Häuser           |
| • 1829: | 194 Einwohner, 34 Häuser           |
| • 1867: | 238 Einwohner, 33 bewohnte Gebäude |
| • 1875: | 219 Einwohner, 33 bewohnte Gebäude |

| Eichenrod: Einwohnerzahlen von 1800 bis 2011 | Eichenrod: Einwohnerzahlen von 1800 bis 2011 | Eichenrod: Einwohnerzahlen von 1800 bis 2011 | Eichenrod: Einwohnerzahlen von 1800 bis 2011 | Eichenrod: Einwohnerzahlen von 1800 bis 2011 |
| --- | -------------------------------------------- | -------------------------------------------- | -------------------------------------------- | -------------------------------------------- |
| Jahr |                                              |                                              |                                              | Einwohner                                    |
| 1800 | 1800                                         |                                              | 189                                          | 189                                          |
| 1806 | 1806                                         |                                              | 148                                          | 148                                          |
| 1829 | 1829                                         |                                              | 194                                          | 194                                          |
| 1834 | 1834                                         |                                              | 206                                          | 206                                          |
| 1840 | 1840                                         |                                              | 230                                          | 230                                          |
| 1846 | 1846                                         |                                              | 210                                          | 210                                          |
| 1852 | 1852                                         |                                              | 237                                          | 237                                          |
| 1858 | 1858                                         |                                              | 230                                          | 230                                          |
| 1864 | 1864                                         |                                              | 232                                          | 232                                          |
| 1871 | 1871                                         |                                              | 229                                          | 229                                          |
| 1875 | 1875                                         |                                              | 219                                          | 219                                          |
| 1885 | 1885                                         |                                              | 221                                          | 221                                          |
| 1895 | 1895                                         |                                              | 206                                          | 206                                          |
| 1905 | 1905                                         |                                              | 198                                          | 198                                          |
| 1910 | 1910                                         |                                              | 205                                          | 205                                          |
| 1925 | 1925                                         |                                              | 203                                          | 203                                          |
| 1939 | 1939                                         |                                              | 256                                          | 256                                          |
| 1946 | 1946                                         |                                              | 319                                          | 319                                          |
| 1950 | 1950                                         |                                              | 287                                          | 287                                          |
| 1956 | 1956                                         |                                              | 268                                          | 268                                          |
| 1961 | 1961                                         |                                              | 262                                          | 262                                          |
| 1967 | 1967                                         |                                              | 266                                          | 266                                          |
| 1970 | 1970                                         |                                              | 270                                          | 270                                          |
| 1990 | 1990                                         |                                              | ?                                            | ?                                            |
| 2000 | 2000                                         |                                              | ?                                            | ?                                            |
| 2011 | 2011                                         |                                              | 282                                          | 282                                          |
| Datenquelle: Historisches Gemeindeverzeichnis für Hessen: Die Bevölkerung der Gemeinden 1834 bis 1967. Wiesbaden: Hessisches Statistisches Landesamt, 1968. Weitere Quellen: ; Zensus 2011 |                                              |                                              |                                              |                                              |

### Religion

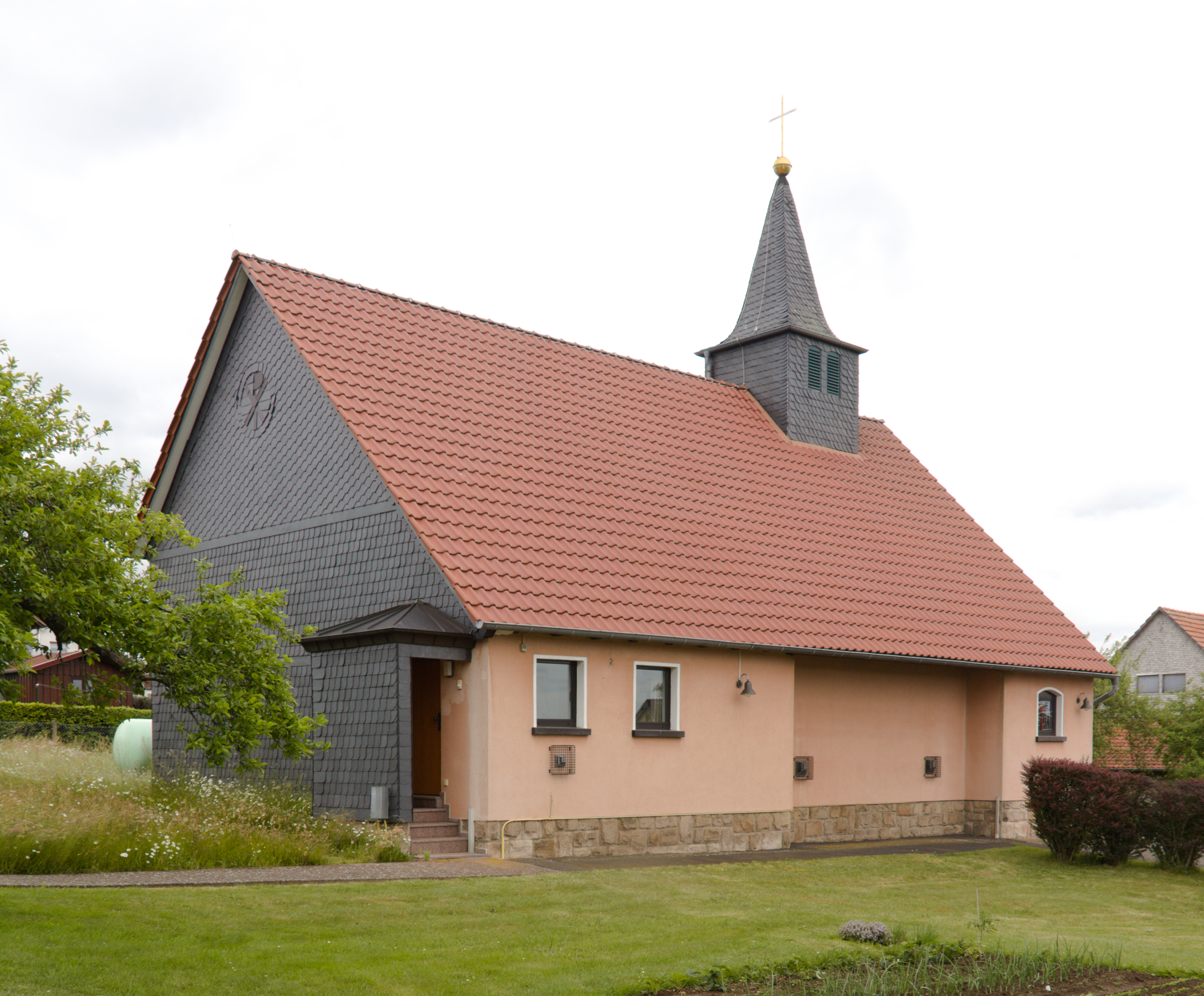
Die kath. Kirche in Eichenrod

In Eichenrod steht die katholische Kirche, die zur Pfarrgruppe St. Bonifatius-Hoher Vogelsberg in Herbstein und zum Bistum Mainz zählt.
Konfessionsstatistik
| • 1829: | 194 evangelische (= 100 %) Einwohner                               |
| • 1961: | 218 evangelische (= 83,21 %), 44 katholische (= 16,79 %) Einwohner |

## Ortsvorsteher
- Ortsvorsteher ist Thomas Möser (Stand Juni 2016).[29]

## Kulturdenkmäler
Siehe  Liste der Kulturdenkmäler in Eichenrod.

## Infrastruktur
- Im Ort gibt es ein Dorfgemeinschaftshaus.